# Liste des principales familles du haut Moyen Âge
Cette page a pour vocation de recenser les familles notables ayant été fondées au cours du haut Moyen Âge ou ayant subsisté pendant cette période.
La date de fondation est la plus ancienne mention du premier ancêtre agnatique connu de la famille. La date de dissolution correspond au décès du dernier descendant agnatique du fondateur de la famille.
| Dynastie           | Fondation | Dissolution        | Titres                                         |
| ------------------ | --------- | ------------------ | ---------------------------------------------- |
| Mérovingiens       | 390       | 751                | Roi des Francs                                 |
| Agilolfinges       | 540       | 793                | Duc de Bavière                                 |
| Carolingiens       | 582       | 1023               | Roi des Francs, empereur d'Occident etc        |
| Robertiens         | 630       | subsistante        | Roi des Francs                                 |
| Etichonides        | 635       | 1225 ou 1780       | Duc de Saxe                                    |
| Burchadinger       | 636       | subsistante ou 973 | Duc de Souabe                                  |
| Maison de Vasconie | 670       | 996                | Duc de Vasconie                                |
| Popponides         | 740       | 906                | Duc de Franconie                               |
| Widonides          | 750       | 898                | Duc de Spolète, empereur d'Occident            |
| Guilhelmides       | 742       | 927                | Duc d'Aquitaine, comte de Poitiers             |
| Girardides         | 754       | subsistante        | Comte de Paris, comte de Metz, duc de Lorraine |
| Ludolphides        | 805       | 1024               | Duc de Saxe                                    |
| Supponides         | 817       | 945                | Duc de Spolète                                 |
| Conradiens         | 832       | 1036               | Roi de Francie Orientale                       |
| Unrochides         | 853       | 924                | Empereur d'Occident, roi d'Italie              |